# Haslev Sogn
Haslev Sogn 
ist eine Kirchspielsgemeinde (dän.: Sogn)
auf der Insel Sjælland im südlichen Dänemark.
Bis 1970 gehörte sie zur Harde Ringsted Herred im damaligen Sorø Amt, danach zur Haslev Kommune im Vestsjællands Amt, die im Zuge der  Kommunalreform zum 1. Januar 2007 in der Faxe Kommune in der Region Sjælland aufgegangen ist.

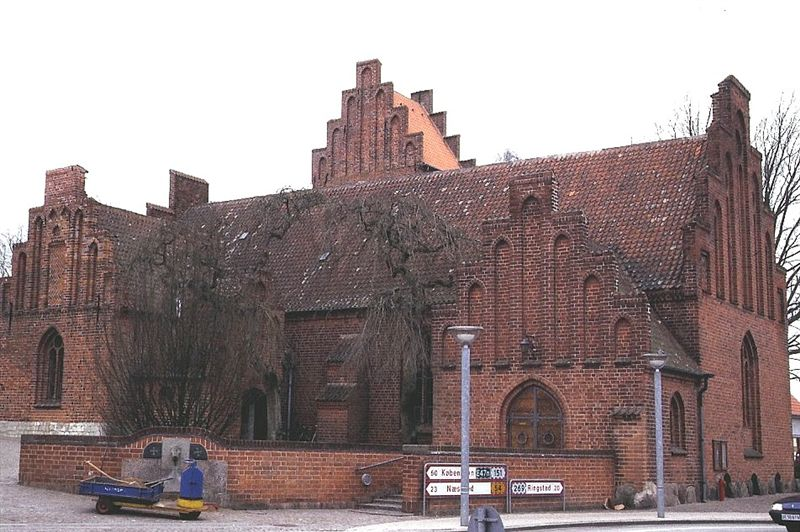
Haslev Kirke

Im Kirchspiel leben 12.496 Einwohner, davon 12.280 im  Kommunenzentrum Haslev (Stand: 1. Januar 2023). Im Kirchspiel liegt die Kirche „Haslev Kirke“.
Nachbargemeinden sind im Norden Terslev Sogn, im Nordosten Freerslev Sogn, im Osten Sønder Dalby Sogn, im Süden Ulse Sogn und Bråby Sogn, im Westen Teestrup Sog und im Nordwesten Øde Førslev Sogn.